# Liste der Stolpersteine in Pattensen
Die Liste der Stolpersteine in Pattensen gibt eine Übersicht über die vom Künstler Gunter Demnig verlegten Stolpersteine in der Stadt Pattensen.
Die 10 × 10 × 10 cm großen Betonquader mit Messingtafel sind in den Bürgersteig vor jenen Häusern eingelassen, in denen die Opfer einmal zu Hause waren. Die Inschrift der Tafel gibt Auskunft über ihren Namen, ihr Alter und ihr Schicksal. Die Stolpersteine sollen dem Vergessen der Opfer der nationalsozialistischen Gewaltherrschaft entgegenwirken.

## Stolpersteine in Pattensen
| Bild | Adresse          | Person              | Verlegedatum  | Inschrift                                                                                | Information |
| ---- | ---------------- | ------------------- | ------------- | ---------------------------------------------------------------------------------------- | ----------- |
|      | Hofstraße ⊙      | Jacob Apt           | 15. März 2007 | Hier wirkte Rabbiner Jacob Apt Jg. 1869 deportiert 1942 Theresienstadt ermordet in Minsk |             |
|      | Marktstraße 7 ⊙  | Martin Cohn         | 24. Mai 2008  | Hier wohnte Martin Cohn Jg. 1867 Schicksal unbekannt                                     |             |
|      | Marktstraße 9 ⊙  | Paula Frank         | 15. März 2007 | Hier wohnte Paula Frank Jg. 1891 deportiert Auschwitz ermordet 2.11.1943                 |             |
|      | Mauerstraße 10 ⊙ | Meta Neufeld        | 24. Mai 2008  | Hier wohnte Meta Neufeld Geb. Paradies Jg. 1885 deportiert 1942 ???                      |             |
|      | Mauerstraße 13 ⊙ | Martha Moses        | 24. Mai 2008  |                                                                                          |             |
|      | Mauerstraße 13 ⊙ | Dora-Hella Moses    | 24. Mai 2008  |                                                                                          |             |
|      | Mauerstraße 13 ⊙ | Josef Moses         | 24. Mai 2008  |                                                                                          |             |
|      | Mauerstraße 13 ⊙ | Irmgard Moses       | 24. Mai 2008  |                                                                                          |             |
|      | Mauerstraße 21 ⊙ | Annaliese Baruch    | 15. März 2007 | Hier wohnte Annaliese Baruch Jg. 1911 deportiert ermordet in Auschwitz                   |             |
|      | Steinstraße 18 ⊙ | Hermann Neufeld     | 15. März 2007 | Hier wohnte Hermann Neufeld Jg. 1896 Flucht 1937 Argentinien überlebt                    |             |
|      | Steinstraße 18 ⊙ | Hans-Moritz Neufeld | 15. März 2007 | Hier wohnte Hans-Moritz Neufeld Jg. 1932 Flucht 1937 Argentinien überlebt                |             |
|      | Südstraße 6 ⊙    | Johanne Blumenthal  | 15. März 2007 | Hier wohnte Johanne Blumenthal Geb. Rosin Jg. 1898 deportiert 1941 ermordet in Riga      |             |
|      | Südstraße 6 ⊙    | Oskar Blumenthal    | 15. März 2007 | Hier wohnte Oskar Blumenthal Jg. 1891 deportiert 1941 ermordet in Riga                   |             |